# Arnsdorf (Dietfurt an der Altmühl)

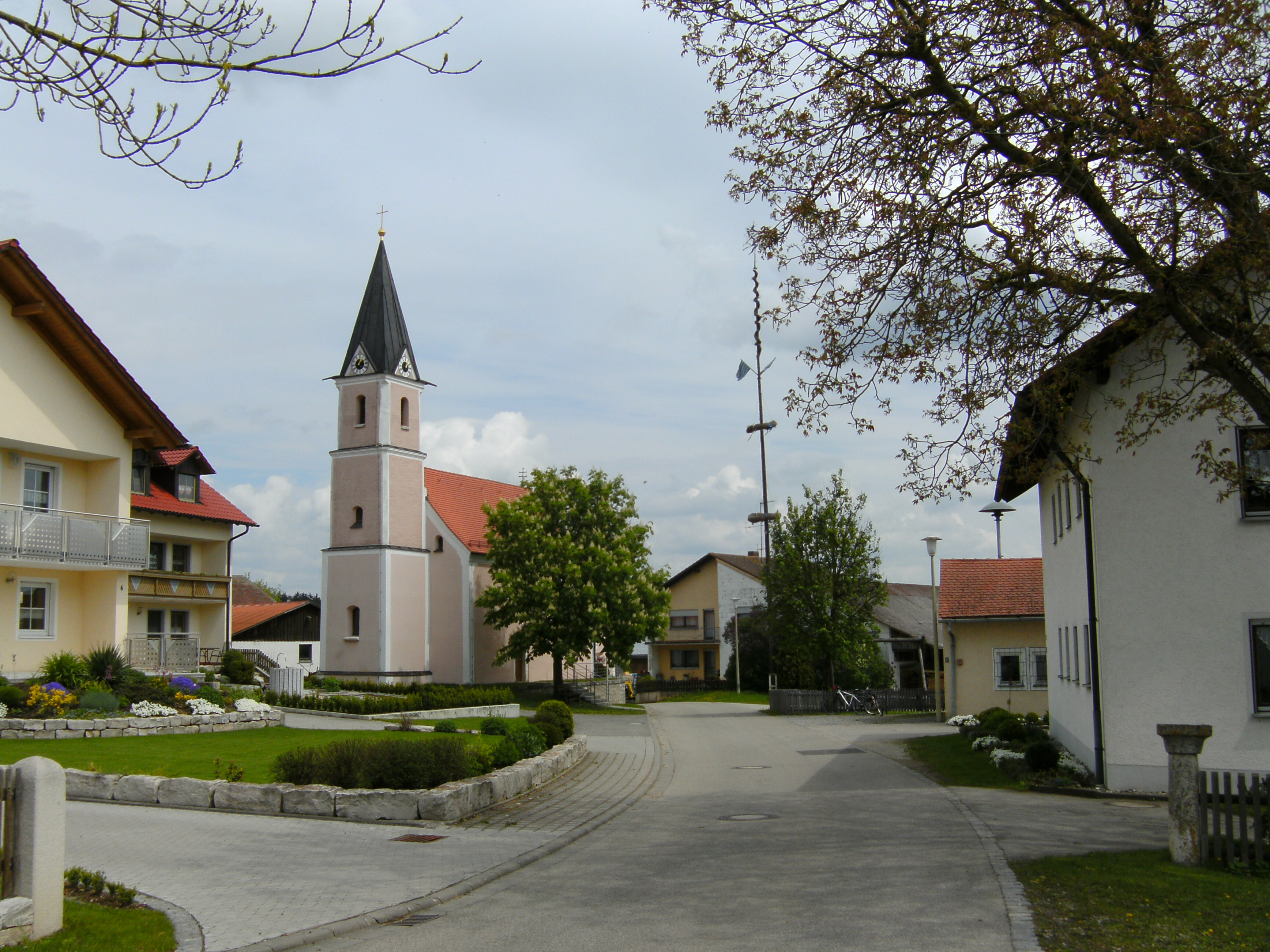
Arnsdorf, bei der Kirche St. Jakob

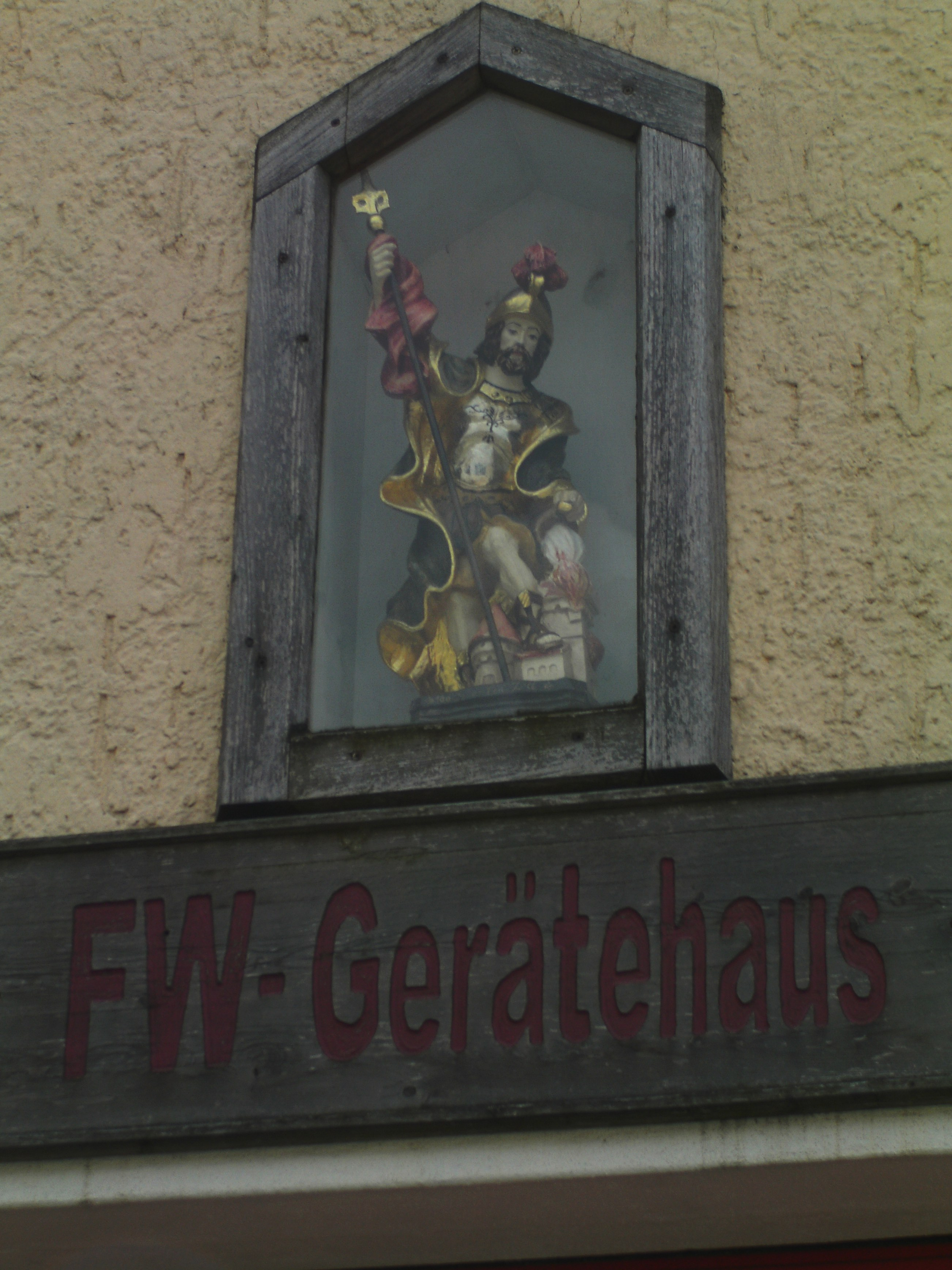
Arnsdorf, Floriansfigur am Feuerwehrhaus

Arnsdorf ist ein Gemeindeteil der Stadt Dietfurt an der Altmühl im Landkreis Neumarkt in der Oberpfalz in Bayern.

## Lage
Das Kirchdorf Arnsdorf liegt auf der Hochfläche der südlichen Frankenalb im Naturpark Altmühltal südlich des Gemeindesitzes Dietfurt an der Altmühl. Durch Arnsdorf verläuft von Norden und der Staatsstraße 2230 in Dietfurt kommend die Kreisstraße NM 23 weiter über den Nachbarort Zell und an Wolfsbuch vorbei zur Bundesstraße 299. Über eine nach Westen verlaufende Gemeindeverbindungsstraße erreicht man zuerst den Nachbarort Vogelthal und bei Amtmannsdorf dann ebenfalls die B 299.

## Geschichte
Nach dem Ende des Alten Reiches wurde das Kirchdorf ein Ort im Landgericht Riedenburg. 1831 bestand Arnsdorf aus 19 Häusern und 120 Einwohnern. 1838 vermeldet das Matrikelbuch des Bistums Regensburg 18 Häuser und 102 „Seelen“.

## Katholische Kirche St. Jakob
Die Kirche war eine Nebenkirche von Altmühlmünster; als Filiale der Pfarrei Zell gehört sie heute zur Pfarrei-Altmühlmünster-Mühlbach-Zell im Bistum Regensburg. Das Sakralgebäude ist eine spätromanische Anlage (um 1200–1250) mit einem im 19. Jahrhundert nördlich des Chores angebauten dreigeschossigen Kirchturm mit vier Giebeln, jeweils mit Uhr, und mit Spitzhelm. Der Triumphbogen und die Langhausfenster wurden im 17. Jahrhundert verändert. 1677 fertigte der Dietfurter Schreiner Jakob Argauer einen nicht mehr vorhandenen Altar für die Kirche. Der heutige viersäulige Altar ist barocken Aussehens; das Altarbild zeigt den Apostel Jakobus den Älteren, dargestellt mit Jakobsmuscheln und Pilgerflasche. Heiligenfiguren des Christophorus und Wendelin flankieren das Bild. Das Deckengemälde stellt die Krönung Mariens dar und zeigt eine ältere Ortsansicht.

## Vereine
- Freiwillige Feuerwehr Griesstetten/Arnsdorf
- Frauen- und Mütterverein Zell/Arnsdorf
- Katholische Landjugend-Bewegung Zell/Arnsdorf